# Družinski oče
Družinski oče (izvirno angleško Family Guy) je ameriška animirana situacijska komedija za odrasle, ki jo je ustvaril Seth MacFarlane, razvila pa sta jo MacFarlane in David Zuckerman za Fox Broadcasting Company, in je bila premierno prikazana 31. januarja 1999. Serijo producira Fuzzy Door Productions.

## Liki
| Lik                           | Glasovni igralec         |
| Glavni liki                   | Glavni liki              |
| ----------------------------- | ------------------------ |
| Peter Griffin                 | Seth MacFarlane          |
| Lois Griffin                  | Alex Borstein            |
| Chris Griffin                 | Seth Green               |
| Meg Griffin                   | Lacey Chabert            |
| Meg Griffin                   | Mila Kunis               |
| Stewie Griffin                | Seth MacFarlane          |
| Brian Griffin                 | Seth MacFarlane          |
| Cleveland Brown               | Mike Henry               |
| Cleveland Brown               | Arif Zahir               |
| Glenn Quagmire                | Seth MacFarlane          |
| Joe Swanson                   | Patrick Warburton        |
| Stranski liki                 |                          |
| Tom Tucker                    | Seth MacFarlane          |
| Diane Simmons                 | Lori Alan                |
| Jonathan Weed                 | Carlos Alazraqui         |
| Loretta Brown                 | Alex Borstein            |
| Bonnie Swanson                | Jennifer Tilly           |
| Rupert                        | David Boat               |
| Kevin Swanson                 | Scott Grimes             |
| Bruce                         | Mike Henry               |
| Jake Tucker                   | Seth MacFarlane          |
| Judge Dignified Q. Blackman   | Phil LaMarr              |
| God                           | Seth MacFarlane          |
| Jesus                         | Seth MacFarlane          |
| Alec Sulkin                   |                          |
| Carter Pewterschmidt          | Seth MacFarlane          |
| Babs Pewterschmidt            | Alex Borstein            |
| Mayor Adam West               | Adam West                |
| Tricia Takanawa               | Alex Borstein            |
| Cleveland Brown, Jr.          | Mike Henry               |
| Cleveland Brown, Jr.          | Kevin Michael Richardson |
| Death                         | Adam Carolla             |
| Elmer Hartman                 | Seth MacFarlane          |
| Evil Monkey                   | Danny Smith              |
| Horace                        | John G. Brennan          |
| Jim Kaplan                    | Danny Smith              |
| Neil Goldman                  | Seth Green               |
| Ernie The Giant Chicken       | Danny Smith              |
| Connie D'Amico                | Lisa Wilhoit             |
| Jasper                        | Seth MacFarlane          |
| Principal John Shepherd       | Gary Cole                |
| Francis Griffin               | Charles Durning          |
| Thelma Griffin                | Phyllis Diller           |
| John Herbert                  | Mike Henry               |
| Mort Goldman                  | John Brennan             |
| Muriel Goldman                | Nicole Sullivan          |
| Seamus Levine                 | Seth MacFarlane          |
| Ollie Williams                | Phil LaMarr              |
| Carol West                    | Julie Hagerty            |
| Greased-Up Deaf Guy           | Mike Henry               |
| Angela                        | Carrie Fisher            |
| Esther                        | Christina Milian         |
| Patty                         | Martha MacIsaac          |
| Ruth Cochamer                 | Emily Osment             |
| Opie                          | Mark Hentemann           |
| James William Bottomtooth III | Chris Sheridan           |
| Jesse                         | Mike Henry               |
| Al Harrington                 | Danny Smith              |
| James Woods                   | James Woods              |
| Elle Hitler                   | Alex Borstein            |
| Carl                          | H. John Benjamin         |
| Jillian Russell-Wilcox        | Drew Barrymore           |
| Fouad                         | Mike Henry               |
| RJ                            | Mike Henry               |
| Consuela                      | Mike Henry               |
| Tomik & Bellgarde             | John Viener              |
| Tomik & Bellgarde             | Alec Sulkin              |
| Susie Swanson                 | Patrick Stewart          |
| Donna Tubbs-Brown             | Sanaa Lathan             |
| Ida Davis                     | Seth MacFarlane          |
| Jerome                        | Kevin Michael Richardson |
| Rallo Tubbs                   | Mike Henry               |
| Joyce Kinney                  | Christine Lakin          |
| Stella                        | Marlee Matlin            |
| Vinny                         | Tony Sirico              |
| Roberta Tubbs                 | Reagan Gomez-Preston     |
| Miss Tammy                    | Rachael MacFarlane       |
| Bert & Sheila                 | Bryan Cranston           |
| Bert & Sheila                 | Niecy Nash               |
| Doug                          | Chris Parnell            |
| Wild Wild West                | Sam Elliott              |